# Gustav-Adolf Schur
Gustav-Adolf ”Täve” Schur, född 23 februari 1931 i Heyrothsberge nära Magdeburg, är en inte längre aktiv tysk tävlingscyklist. Han var den första tyska cyklisten som vann amatörernas världsmästerskap i cykel samt fredsloppet, en bedrift som gjorde honom till en sorts nationalikon i Östtyskland. Dessutom var han från 1959 till 1990 delegat i det östtyska parlamentet Volkskammer och från 1998 till 2002 ledamot i förbundsdagen för PDS.
Schur började sent med cykelsporten men efter en tid vann han flera östtyska mästerskap. Det stora genombrottet var däremot 1955 vinsten av fredsloppet, ett etapplopp som för amatörcyklister var motsvarigheten till proffstävlingen Tour de France. Vid de olympiska sommarspelen 1956 i Melbourne och 1960 i Rom var Schur medlem av det blandade tyska laget som vann brons- respektive silvermedaljen. I slutet av sin karriär vann Schur 1958 och 1959 amatörernas världsmästerskap i cykel. 
På grund av populariteten valdes Schur mellan 1953 och 1961 till Årets sportperson i Östtyskland.
Gustav-Adolf Schur startade en cykelaffär i Magdeburg, Täves Radladen, men i dag är hans son butikens innehavare.